# فهرست شهرهای استان خراسان شمالی
تا پایان سال ۱۴۰۰، استان خراسان شمالی ۲۵ شهر از قرار زیر دارد:

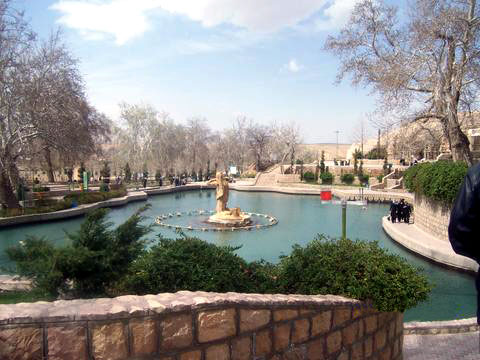
بجنورد: پرجمعیت‌ترین شهر استان خراسان شمالی

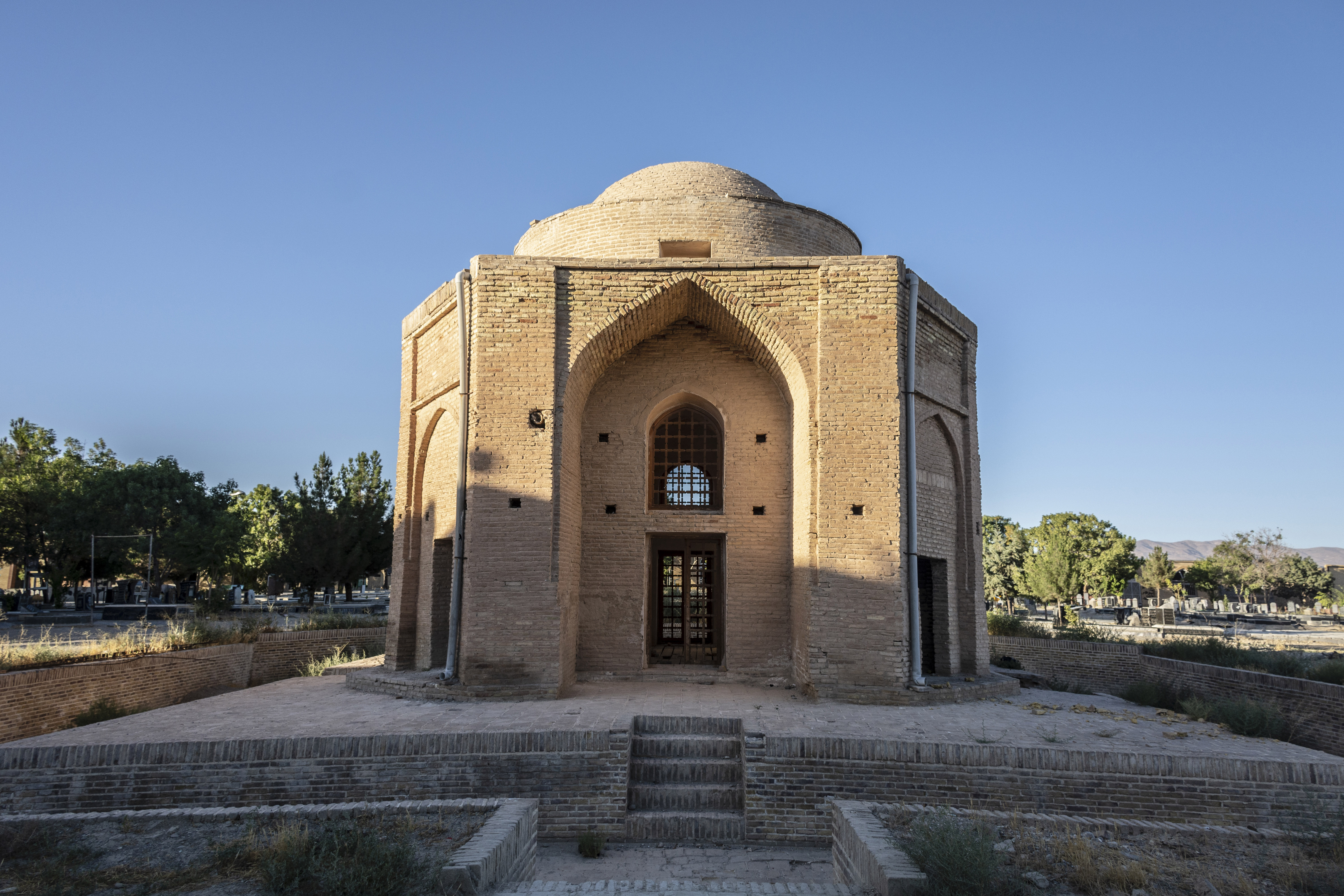
شیروان دومین

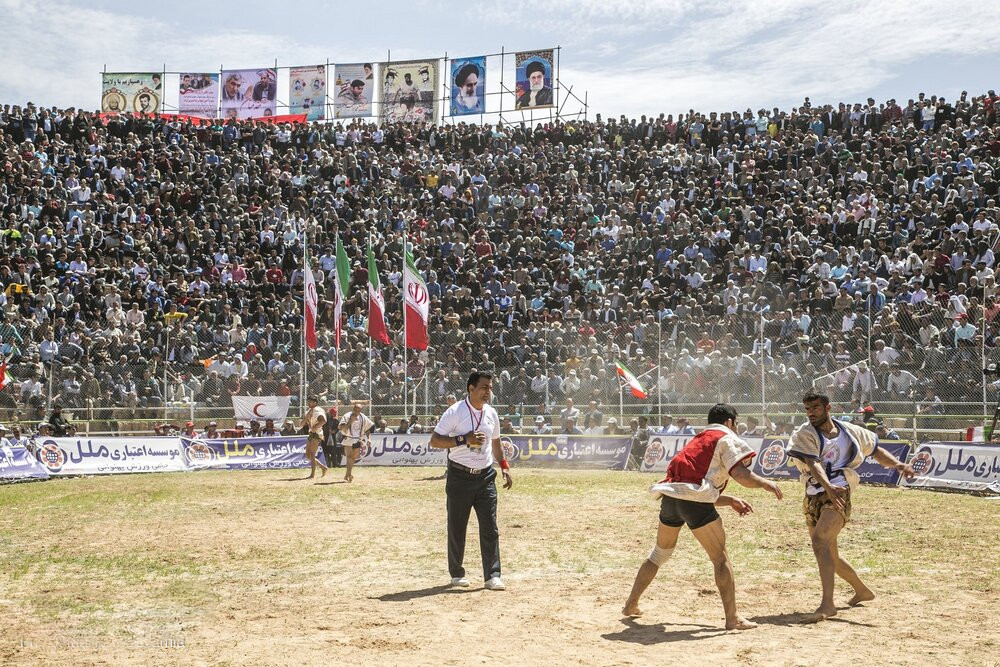
اسفراین سومین

| #  | شهر         | شهرستان       | جمعیت (۱۳۹۵) | سال تأسیس | درجهٔ شهرداری |
| -- | ----------- | ------------- | ------------ | --------- | ------------ |
| ۱  | بجنورد      | بجنورد        | ۲۲۸٬۹۳۱      | 1297      | ۱۱           |
| ۲  | شیروان      | شیروان        | ۸۲٬۶۸۹       | ۱۳۰۶      | ۹            |
| ۳  | اسفراین     | اسفراین       | ۵۹٬۴۹۰       | ۱۳۱۶      | ۸            |
| ۴  | آشخانه      | مانه و سملقان | ۲۵٬۱۰۴       | ۱۳۶۲      | ۶            |
| ۵  | جاجرم       | جاجرم         | ۱۹٬۵۸۰       | ۱۳۳۲      | ۷            |
| ۶  | فاروج       | فاروج         | ۱۸٬۰۶۱       | ۱۳۳۰      | ۷            |
| ۷  | گرمه        | گرمه          | ۱۰٬۹۳۳       | ۱۳۴۶      | ۷            |
| ۸  | خانلق       | شیروان        | ۶٬۵۱۸        | ۱۴۰۰      |              |
| ۹  | یکه‌سعود     | راز و جرگلان  | ۵٬۲۸۴        | ۱۳۹۸      | ۱            |
| ۱۰ | راز         | راز و جرگلان  | ۵٬۰۲۹        | ۱۳۶۹      | ۴            |
| ۱۱ | درق         | گرمه          | ۴٬۹۲۶        | ۱۳۸۴      | ۶            |
| ۱۲ | زیارت       | شیروان        | ۴٬۱۷۹        | ۱۳۹۲      | ۳            |
| ۱۳ | ایور        | گرمه          | ۳٬۹۹۴        | ۱۳۸۷      | ۳            |
| ۱۴ | آوا         | مانه و سملقان | ۳٬۹۹۳        | ۱۳۹۲      | ۳            |
| ۱۵ | تیتکانلو    | فاروج         | ۳٬۸۳۵        | ۱۳۸۸      | ۳            |
| ۱۶ | صفی‌آباد     | بام و صفی‌آباد | ۳٬۴۲۷        | ۱۳۷۹      | ۲            |
| ۱۷ | چناران‌شهر   | بجنورد        | ۳٬۳۸۰        | ۱۳۹۲      | ۳            |
| ۱۸ | غلامان      | راز و جرگلان  | ۲٬۸۶۷        | ۱۳۹۸      | ۱            |
| ۱۹ | قاضی        | مانه و سملقان | ۲٬۴۲۸        | ۱۳۸۲      | ۳            |
| ۲۰ | شوقان       | جاجرم         | ۲٬۳۱۳        | ۱۳۷۹      | ۲            |
| ۲۱ | سنخواست     | جاجرم         | ۲٬۰۷۷        | ۱۳۷۹      | ۳            |
| ۲۲ | پیش‌قلعه     | مانه و سملقان | ۲٬۰۰۱        | ۱۳۸۲      | ۲            |
| ۲۳ | حصار گرم‌خان | بجنورد        | ۱٬۴۹۹        | ۱۳۷۹      | ۳            |
| ۲۴ | لوجلی       | شیروان        | ۱٬۴۸۱        | ۱۳۷۹      | ۳            |
| ۲۵ | قوشخانه     | شیروان        | ۹۹۶          | ۱۳۹۲      | ۲            |